# Mauláwíja

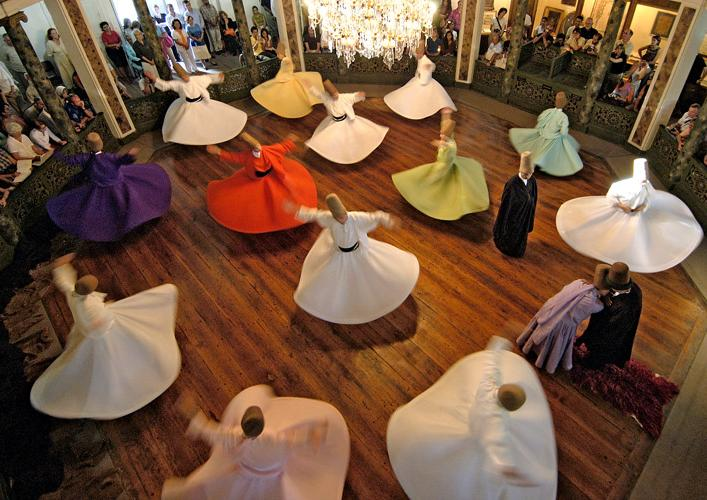
Tančící dervišové

Mauláwíja též mawlawíja je súfijský řád, který ve 13. století založili následovníci Rúmího, perského básníka a islámského myslitele. Název je odvozen od čestného Rúmího jména Mawlá (Pán). V cestopise Ibn Battúty je řád nazýván džalálíja. Příslušníci mauláwíji jsou též známi jako tančící dervišové, a to díky jejich specifické formě zikru, která zahrnuje tančení v kruzích.
V době, kdy šajchové řádu předávali sultánům meč coby symbol moci, měl řád výsadní postavení. Činnost řádu byla oficiálně ukončena v 1. polovině 20. století sérií kemalistických reforem. V současné době se příznivci mauláwíje vyskytují na mnoha místech světa jako je USA, Egypt či Kypr.